# Frederick Treves
Frederick Treves, född 15 februari 1853 i Dorchester, Dorset, död 7 december 1923 i Lausanne, Schweiz, var en brittisk kirurg.
Treves var professor i anatomi och patologi vid Royal College of Surgeons 1881-86 och examinator i kirurgi vid universitetet i Cambridge 1891-96 och innehade därefter höga ämbeten inom den militära sjukvården. Han opererade 1902 kung Edvard VII för blindtarmsinflammation och adlades samma år. Treves utgav åtskilliga arbeten inom sin vetenskap, särskilt flera mycket nyttjade läroböcker i olika delar av kirurgin.
Treves är mest känd för att ha varit läkare åt Joseph Merrick. År 1884 träffade Treves Merrick och 1886 såg han till att Merrick fick omvårdnad på London Hospital, fram till Merricks död 1890. I David Lynchs film om Elefantmannen från 1980 porträtteras Treves av Anthony Hopkins.